# Raukaua simplex
Raukaua simplex là một loài thực vật có hoa trong Họ Cuồng cuồng. Loài này được (G.Forst.) A.D.Mitch., Frodin & Heads miêu tả khoa học đầu tiên năm 1997.